# Ultraaricia eroides
Ultraaricia eroides är en fjärilsart som beskrevs av Gerhard 1853. Ultraaricia eroides ingår i släktet Ultraaricia och familjen juvelvingar. Inga underarter finns listade i Catalogue of Life.